# Koos van Zomeren
Koos van Zomeren (* 5. März 1946 in Velp) ist ein niederländischer Schriftsteller.
Er schreibt unter anderem Krimis, Thriller und Kolumnen für das NRC Handelsblad.

## Leben
Der ausgebildete Biologe gilt als engagierter Umweltschützer. Mit 19 Jahren verfasste er seinen ersten Lyrikband De Wielerkoers van Hank, mit dem er bekannt wurde. Seine Werke erhielten zwei niederländische Preise und werden seitdem auch in fünf anderen Sprachen abgedruckt. Mit mehr als 80 Werken zählt er zu den produktivsten niederländischen Schriftstellern.

## Werke (Auswahl)
- 1965: De wielerkoers van Hank; Gedichte. De Arbeiderspers Amsterdam
- 1966: Terloops te water; Roman. De Arbeiderspers Amsterdam
- 1977: Collega Vink vermoord; Thriller. Bruna Utrecht
- 1982: De hangende man; Thriller. Bruna Utrecht
- 1983: Otto’s oorlog; Roman. De Arbeiderspers Amsterdam
- 1984: Een gegeven moment; Interviews. De Arbeiderspers Amsterdam
- 1985: De witte prins; Roman. De Arbeiderspers Amsterdam
- 1988: Een jaar in scherven; Tagebuch / Autobiografie. De Arbeiderspers, Amsterdam
- 1990: Het schip Herman Manelli; Roman. De Arbeiderspers, Amsterdam
- 1996: Meisje in het veen; Roman. De Arbeiderspers, Amsterdam
- 2001: De man op de Middenweg; Roman. De Arbeiderspers, Amsterdam
- 2004: Het leven heeft geen geheimen; Roman. De Arbeiderspers, Amsterdam
- 2007: Ik heet welkom; Gedichte. De Arbeiderspers, Amsterdam

Deutschsprachig sind bisher erschienen:
- Lord Byron war auch hier, München : Piper, 2003,
- Eine Tür im Oktober, München : Piper, 2002,
- Ottos Krieg, Reinbek bei Hamburg : Rowohlt, 1990

### Rezension
Thomas Köster schreibt in der Süddeutschen Zeitung zu seinem Roman Eine Tür im Oktober unter anderem: „Ein zauberhaft leichter Roman über lange im Dunkeln vergrabene und durch die Liebe ans Tageslicht gezerrte Leidenschaften, ein Genrebild von leiser, fast intimer Meisterschaft.“ Er hält ihn für eine Entdeckung und den Roman für einen literarischen Höhepunkt.